# جوی کراولی
جوی کراولی (به انگلیسی: Joe Crowley) نمایندهٔ حوزه انتخابیه چهاردهم نیویورک از حزب دموکرات ایالات متحده آمریکا در مجلس نمایندگان ایالات متحده آمریکا است که برای نخستین‌بار در ۴ ژانویه ۱۹۹۹ میلادی به‌عضویت این مجلس درآمد.